# Extreme Volume II Live
Extreme Volume II Live è il secondo album dal vivo del gruppo musicale statunitense Racer X, pubblicato nel 1992 dalla Shrapnel Records.

## Tracce
1. Hammer Away – 4:10 (Paul Gilbert, Jeff Martin)
2. Poison Eyes – 4:04 (Gilbert, Martin, Bruce Bouillet)
3. Heart of a Lion (cover dei Judas Priest) – 4:36 (Glenn Tipton, K.K. Downing, Rob Halford)
4. Moonage Daydream (cover di David Bowie) – 3:17 (David Bowie)
5. Sunlit Nights – 4:04 (Gilbert, Martin, Bouillet)
6. Give It to Me – 3:07 (Gilbert, Martin, Bouillet)
7. On the Loose – 3:02 (Gilbert, Martin)
8. Rock It – 5:10 (Gilbert, Martin)
9. Detroit Rock City (cover dei Kiss) – 5:20 (Paul Stanley, Bob Ezrin)

## Formazione
- Jeff Martin – voce
- Paul Gilbert – chitarra
- Bruce Bouillet – chitarra
- John Alderete – basso
- Scott Travis – batteria